# بخش مرکزی شهرستان نوشهر
بخش مرکزی شهرستان نوشهر یکی از بخش‌های شهرستان نوشهر در استان مازندران در شمال ایران است.

## تقسیمات کشوری
- بخش مرکزی شهرستان نوشهر
  - دهستان کجور
  - دهستان خیرودکنار
  - دهستان نارنج بن

شهر: نوشهر

## جمعیت
بنابر سرشماری مرکز آمار ایران، جمعیت بخش مرکزی شهرستان نوشهر در سال ۱۳۸۵ برابر با ۱۰۳۹۲۰ نفر بوده است.